# Hirtodrosophila mediohispida
Hirtodrosophila mediohispida är en tvåvingeart som först beskrevs av Toyohi Okada 1967.  Hirtodrosophila mediohispida ingår i släktet Hirtodrosophila och familjen daggflugor. Inga underarter finns listade i Catalogue of Life.